# جورج د. شفاب
جورج د. شفاب هو كاتب لاتيفي، ولد في 25 نوفمبر 1931 في لاتفيا.